# 동력형 외골격

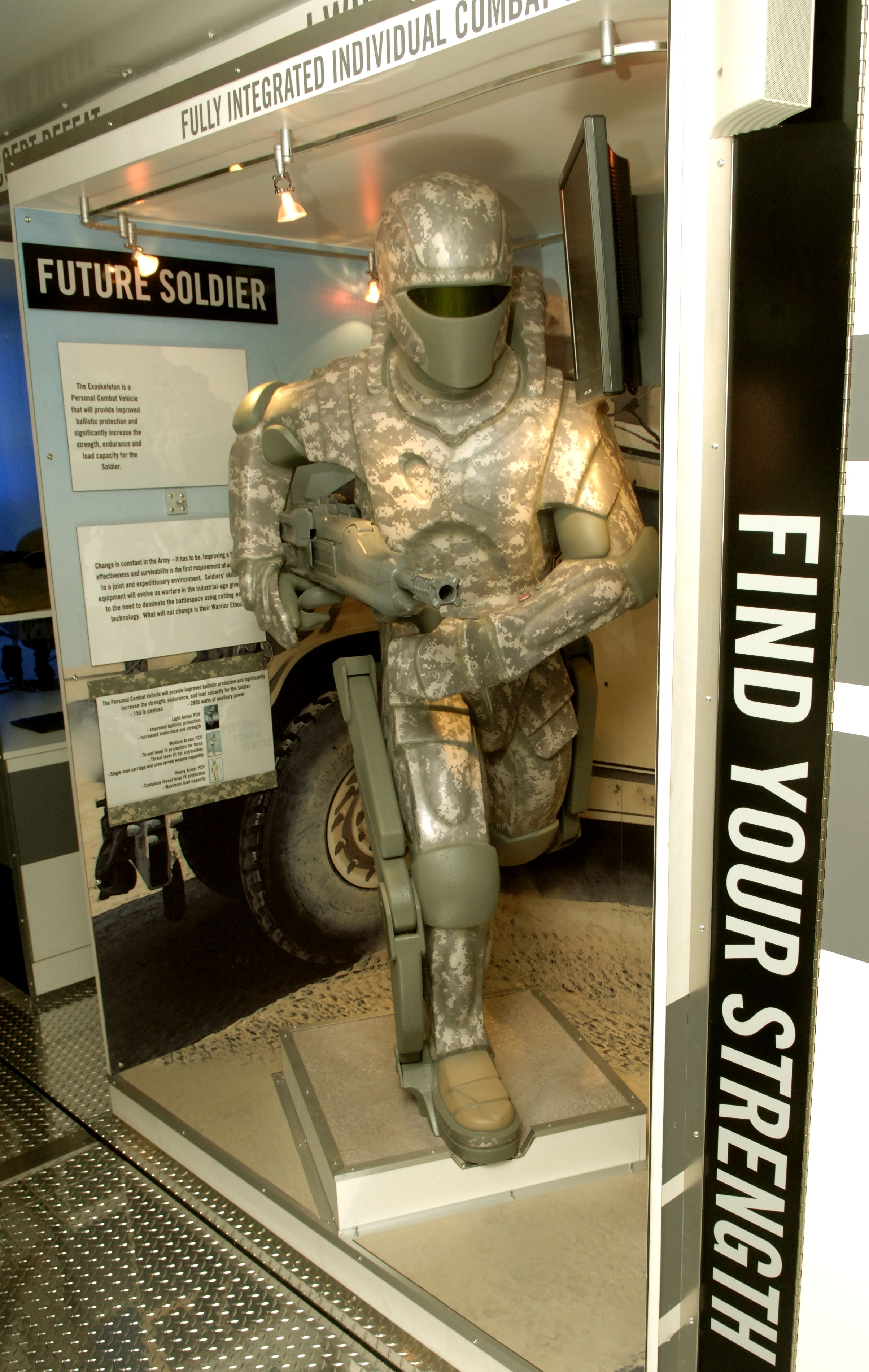
미국 육군이 설계한 "미래의 병사"(future soldier)

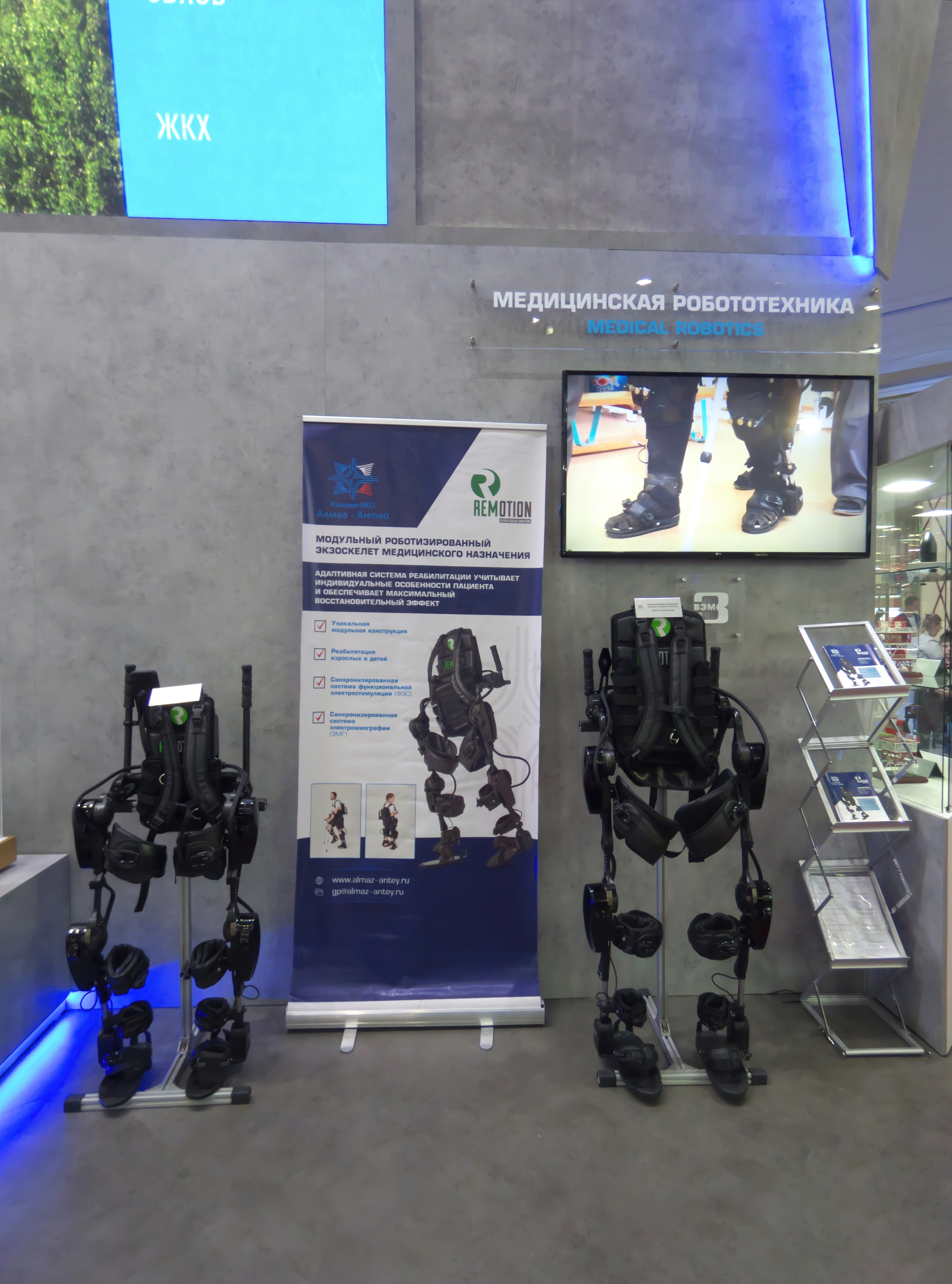
성인 및 어린이의 외골격은 콜럼븀"메카트로닉스 시스템"에 의해 개발되었습니다.

동력형 외골격(영어: powered exoskeleton) 또는 강화복(cybernetic suit 또는 powered armor 또는 exosuit)은 주로 외부 골격으로 이루어져 있는, 사람이 입을 수 있는 휴대용 기계로서, 사지를 움직이기 위해 적어도 에너지의 일부를 전달하는 전동, 수력 발전 시스템이다.
동력형 외골격의 작업 중인 프로토타입에는 사르코스사의 XOS, 록히드 마틴사의 HULC 등이 제조되고 있으나(둘 다 군사용 목적) 아직 실전 배치되지는 않았다. 일부 기업들은 사이버다인의 HAL 5를 포함한 의학용 엑소슈트(exosuit)를 개발하고 있다.
해결해야 할 다양한 문제들이 존재하는데, 가장 어려분 부분이 외부 전원에 연결하지 않은 채 골격이 장기간 동작할 수 있도록 충분한 압축 전력 공급을 만들어내는 것이다.

## 통용 중인 외골격
- 엔젤로보틱스(Angel-robotics)의 엔젤슈트(Angel suit), 엔젤렉스(Angel legs), 워크온(WalkOn) 다리.
- 사르코스/레이시온 XOS 외골격 팔/다리.
- 엑소 바이오닉스/록히드 마틴 HULC 다리.
- 사이버다인의 HAL 5 팔/다리.
- 혼다의 외골격 다리.
- MIT 미디어 랩의 바이오메카트로닉스 그룹 다리.
- 렉스 바이오닉스의 렉스(Rex). 로봇 외골격 다리.
- 액티브링크(Activelink)의 파워로더 로봇.
- 아고 메디컬 테크놀로지스 리워크(ReWalk).
- FRT 보관됨 2020-11-27 - 웨이백 머신의 무동력 외골격 Step-Up Series.

## 같이 보기
- 하디맨

## 참조
1. ↑  Raytheon unveils lighter, faster, stronger second generation exoskeleton robotic suit
2. ↑  Lockheed Martin - HULC
3. ↑  “Exoskeleton Suits for Wheelchair Users”. 2012년 11월 7일에 원본 문서에서 보존된 문서. 2013년 5월 1일에 확인함.
4. ↑  "Ask him how he's going to power it."